# Третий путь (центризм)
Тре́тий пу́ть (центри́зм) — общий термин, которым обозначают различные политические позиции, пытающиеся избежать конфликтов между, с одной стороны, правыми и радикально правыми, с другой — крайне левыми и левыми. В основном взгляды политиков третьего пути пытаются совместить экономику ультраправых и правых с социальными программами левых и леворадикалов. Поиски третьего пути характерны для части социал-демократов и социал-либералов. Однако они попадают под критику и сторонников принципа laissez-faire как непоследовательные, и многих коммунистов как предательские относительно ультралевых и левых ценностей.
На протяжении истории и в разных государствах термин «третий путь» употреблялся в различных значениях. В начале XX века сторонниками третьего пути называли себя прогрессивисты, в 1950-х годах — ордолибералы, например, Вильгельм Рёпке. Британский премьер-министр Гарольд Макмиллан написал книгу «Средний путь».
В Британии известным теоретиком третьего пути был социолог Энтони Гидденс. Под его влиянием находились премьер-министры Тони Блэр и Гордон Браун. Своим идеалом они видели «этический социализм» — в противовес традиционным социалистическим взглядам государственного контроля за экономикой.
В США сторонники третьего пути поддерживают фискальный консерватизм больше, чем традиционные социальные либералы, призывают к замене программ социального обеспечения программами поддержки тех, кто работает. По мнению Стивена Сковронека, идеологию третьего пути поддерживал президент Билл Клинтон.
Другими сторонниками третьего пути называют Герхарда Шрёдера, Фернанду Энрики Кардозу, Вима Кока, Жозе Сократеша.
Под понятие Третьего пути также подходит совокупность теорий африканского социализма, характерных для партий реформистского толка ряда африканских стран (Сенегала, Туниса, Замбии).
Как отмечает политический теоретик и историк Катрина Форрестер, "в годы Третьего пути неравенство часто игнорировалось в политике".

## Известные сторонники
- Энтони Гидденс — британский социолог
- Билл Клинтон — американский политик, президент США (1993-2001)
- Тони Блэр — британский политик, премьер-министр (1997-2007)
- Гордон Браун — британский политик, премьер-министр (2007-2010)